# Alva Björk
Alva Gunhild Linnéa Björk, ogift Samuelsson, född 26 mars 1913 i Härryda församling, Göteborgs och Bohus län, död 25 mars 2002 i Björkekärrs församling, Göteborg, var en av Sveriges bästa kvinnliga tennisspelare under 50-talet, med totalt 15 SM-titlar, varav 6 i singel.
Alva Björk startade också Alelyckans sportcenter tillsammans med sin make Vilhelm Björk.
Hon var även under somrarna tennispartner till kung Gustav V när denne besökte Särö.
Alva Björk gifte sig 1937 med Vilhelm Björk (född 1913). De fick en dotter 1938, en dotter 1941 och en son 1950.